# Sicyos dieterleae
Sicyos dieterleae là một loài thực vật có hoa trong họ Cucurbitaceae. Loài này được Rodriguez-Arevalo & Lira miêu tả khoa học đầu tiên năm 1999.